# J-pop
J-pop (/ʤeɪ pɔp/) je japonski slog pop glasbe, ki se zgleduje po zahodni pop in rock glasbi. Črka J pomeni »japonski«. Izraz se je pojavil v poznih 80-ih letih 20. stoletja na radijski postaji J-WAVE.
Japonske glasbene trgovine običajno delijo glasbo na štiri police: J-pop, enka (tradicionalna japonska balada), klasična glasba in zahodna pop glasba.

## Zgodovina
Izraz J-POP se je pojavil leta 1988 na srečanju s predstavniki japonskih glasbenih založb, ki ga je vodil Hideo Saito, upravni direktor radijske postaje J-WAVE.

## Znane J-pop skupine in glasbeniki
- AKB48
- Momoiro Clover Z

## Galerija
- Momoiro Clover Z
- AKB48
- Berryz Kobo
- Morning Musume